# 울티마 RS
울티마 RS(영어: Ultima RS)는 울티마 스포츠에서 2019년부터 생산 중인 스포츠카이다.

## 비디오 게임에서의 등장
- 아스팔트 8: 에어본
- 아스팔트 9: 레전드